# Physalis latiphysa
Physalis latiphysa là loài thực vật có hoa trong họ Cà. Loài này được Waterf. miêu tả khoa học đầu tiên năm 1958.